# 安達譲
安達 譲（あだち ゆずる、放送作家名：安達 ××）は、日本脚本家連盟所属の、放送作家・コンテンツディレクター。

## 略歴
私立聖望学園卒業、帝京大学経済学部卒業、東京アナウンス学園お笑い作家コース中退。
2003年、お笑いユニットライブ「ウレセン」で構成作家デビュー。
エンタの神様で放送作家デビュー。代表作小梅太夫、禅、クワバタオハラなど。
以降、バラエティ番組を中心に構成。
2007年～、サマーソニックお笑い・アイドルステージの演出を担当。
以降、テレビ制作に囚われず、様々なコンテンツ、イベントで演出や構成を担当。
2014年～、DLEで脚本家、監督業をスタート。
2015年～、亜人プロモーション映像　
亜人meets秘密結社鷹の爪～　鷹の爪団の亜人捕獲大作戦！でアニメ監督デビュー。
2017年～、短編アニメ「変形少女」企画・監督。世界累計1500万回再生。
「俺たちゃ妖怪人間」「俺たちゃ妖怪人間G」（監督・脚本）
以降、ショートアニメの演出に携わる。
2017年4月より松竹芸能タレントスクールの講師。2020年より顧問も兼任。
2019年末にDLE退社後、事業会社のメディアミックス戦略を支援するプロデューサーとしても活動。

## 人物
バイク好き。DIY好き。サウナ好き。工具好き。オカルト好き。

## 担当番組
TV番組
テレビ朝日　　
- 林修の今でしょ!講座

日本テレビ　
- ニノさん
- 揃いも揃っていったコト
- ダイエット・ヴィレッジ
- 赤面！自分クイズ

監督・演出
- 男性声優×お笑いプロジェクト『ラフラフ！-laugh life-』お笑いブロック監督　ネタ脚本

- 「変形少女」監督脚本企画
- 「俺たちゃ妖怪人間」「俺たちゃ妖怪人間G」監督脚本
- 「Me-Chu-Pa-La」作詞
- マンガ「変形少女⭐️スクールデイズ」原案

## 過去の担当番組一覧
主な特番
- 24時間テレビ（日本テレビ）
- オールスター感謝祭（TBS）
- 音楽の祭典ベストアーティスト（日本テレビ）
- うわっ！ダマされた大賞（日本テレビ）
- ダイエット・ヴィレッジ（日本テレビ）※企画
- ビートたけしの勝手にスポーツ国民栄誉SHOW（TBS）
- KYOKUGEN（TBS）
- AKB48選抜総選挙
- ダサいいね！大賞（フジテレビ）※総合演出

主なレギュラー番組
日本テレビ　　　
- エンタの神様
- 得する人損する人
- カートゥンKAT-TUN
- ジャック10
- 新型学問　ハマる！ツボ学

TBS　　　
- 新知識階級 クマグス
- サカスさん
- 爆笑問題のパニックフェイス王
- 爆問パワフルフェイス!

テレビ朝日
- 世間に飛び出せ!!バナナ藩
- 大人のバナナ
- 熱血!ホンキ応援団
- 橋下×羽鳥の番組

テレビ東京
- 土曜スペシャル
- 爆笑問題の大変よくできました!

BS日テレ　　
- 眞鍋かをりのブログッズ

## 出演作品
- GYAO!「ぶるぺん」

1. ↑  “信託者検索・名簿 50音検索｜日本脚本家連盟”. www.writersguild.or.jp. 2022年11月10日閲覧。
2. ↑  DLE. “変形少女 公式サイト”. 変形少女　公式サイト. 2022年11月10日閲覧。